# Transports en commun de Fougères Agglomération
SURF (Service Urbain de la Région Fougeraise) est le nom commercial du réseau de transport collectif desservant Fougères et son agglomération. Il est exploité par Transdev Fougères (faisant partie du groupe Transdev) pour le compte de Fougères Agglomération.

## Historique
Le réseau urbain de Fougères a été créé le 25 avril 1967 lorsque les communes de Fougères et Lécousse signent un accord avec les Transports d'Ille-et-Vilaine (TIV).
Assuré initialement aux heures de pointe, le service est étendu aux heures creuses en 1975.

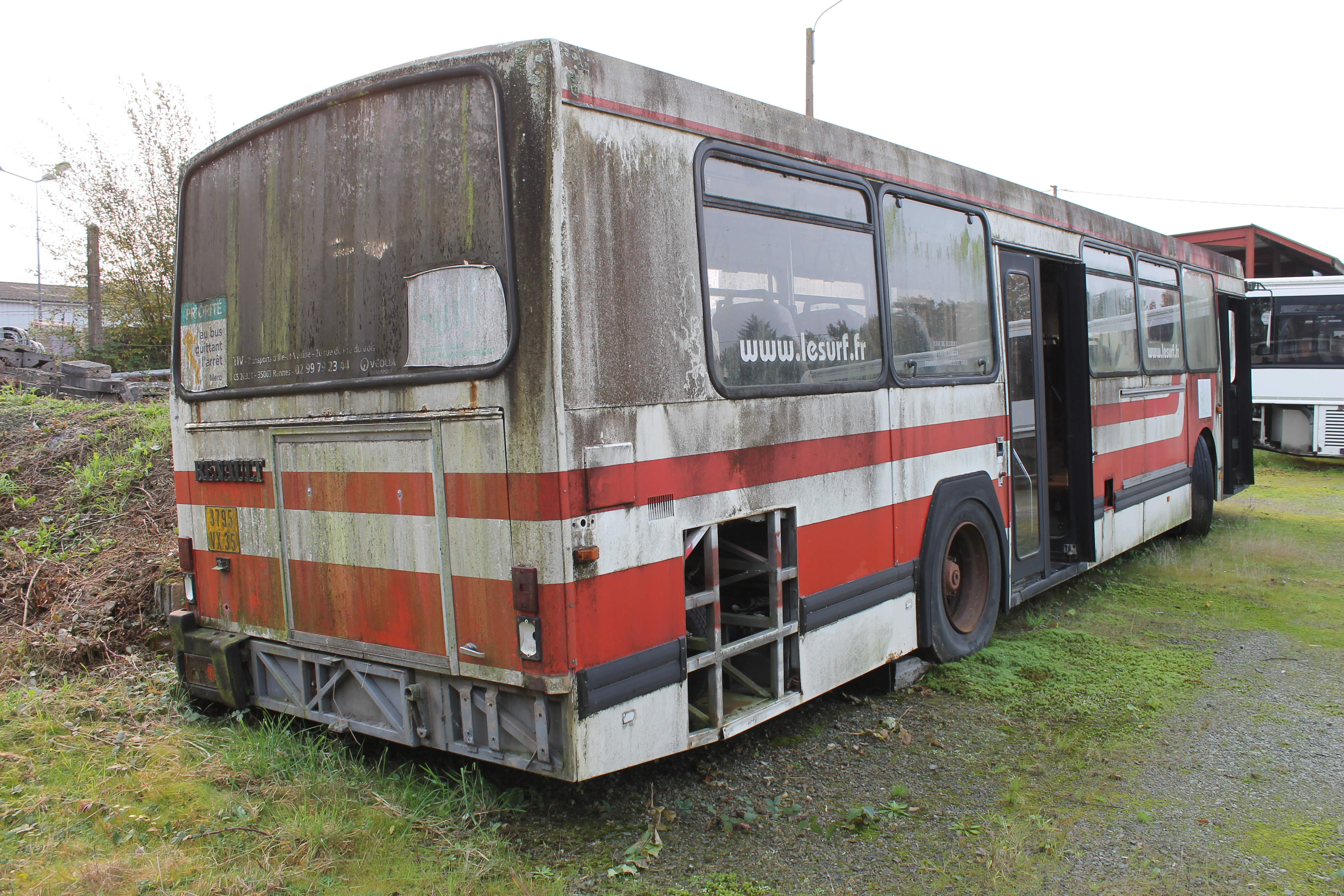
Ancien bus du réseau.

C'est le 3 décembre 1984 que la ville de Fougères fait évoluer son réseau urbain en le renommant SURF, pour Service urbain de la région fougeraise, et crée une troisième ligne (C) s'ajoutant aux lignes A et B existantes ainsi que des renforts pour la zone industrielle,. Le réseau dessert 28 000 habitants répartis sur 40 km² avec les communes de Fougères, Lécousse et Javené.
Le réseau change de logo en 2000.
En 2006, le réseau compte toujours trois lignes :
- A : Lécousse (ou Parc à certains services) - Centre-ville - ZI Écartelée ;
- B : Cotterets - Centre-ville - Javené ;
- C : Verrerie - Centre-ville - Gendarmerie-Paron.

En 2010, le SURF change d'identité visuelle et neuf autobus flambant neuf arrivent sur le réseau, ils sont plus modernes que leur prédécesseur et adaptés aux personnes handicapées. Le nouveau réseau mis en place en 2010 est inauguré le 19 février 2011 et se compose de cinq lignes désignées par des chiffres, :
- 1 : Circulaire centre-ville ;
- 2 : Lécousse - Centre-ville - ZI Écartelée - Guénaudière (ex-ligne A) ;
- 3 : Verrerie - Centre-ville - L'Aquatis (ex-ligne C) ;
- 4 : Cotterets - Centre-ville - Javené (ex-ligne B) ;
- 5 : Parc - Centre-ville - Javené.

Le construction du nouveau dépôt par l'autorité organisatrice (le SIVU de Fougères-Lécousse-Javené) début en 2013 pour une livraison en 2015 sur le site de la zone de la Meslais à Lécousse, il remplace celui de La Selle-en-Luitré appartenant à l'exploitant,.
En 2013, la nouvelle zone commerciale de la Pilais est desservie par la ligne 5 qui s'arrêtait auparavant à un arrêt plus tôt (Lécousse Parc). Dans la même année, la ligne 4 ne s'arrête plus à la Sermendière mais va jusqu'au centre de Javené (Croix Guerin) alors que la ligne 5 qui desservait cette ville à son terminus à Javené Bioagropolis, cet arrêt étant situé à quelques kilomètres de Javené et Fougères.
Le 1er janvier 2017, la communauté d'agglomération Fougères Agglomération voit le jour ; de par ses compétences obligatoires elle se substitue à l'ancien SIVU et reprend les lignes scolaires sur son périmètre.
Le 1er septembre 2018, une ligne expérimentale est créée, la ligne 6, qui dessert Laignelet et Beaucé le mercredi et le samedi huit fois par jour.
Le réseau est restructuré le 1er septembre 2020 autour de six nouvelles lignes avec une offre améliorée et des itinéraires plus directs ; la desserte des deux communes de Laignelet et Beaucé est notablement améliorée avec une ligne pour chaque (4 et 5),.

## Lignes du réseau

### Présentation
Le réseau de transport urbain SURF est un service de transport en commun sur la commune de Fougères.

### Lignes des fougerais[14]
Topologie du réseau en Décembre 2021
| Ligne | Caractéristiques | Caractéristiques                                       | Caractéristiques                                       | Caractéristiques                                       | Caractéristiques                                       | Caractéristiques                                       | Caractéristiques                                       | Caractéristiques                                       | Caractéristiques                                       |
| 1     | Gandhi ⥋ Javené Artisan | Gandhi ⥋ Javené Artisan                                | Gandhi ⥋ Javené Artisan                                | Gandhi ⥋ Javené Artisan                                | Gandhi ⥋ Javené Artisan                                | Gandhi ⥋ Javené Artisan                                | Gandhi ⥋ Javené Artisan                                | Gandhi ⥋ Javené Artisan                                | Gandhi ⥋ Javené Artisan                                |
| ----- | --- | ------------------------------------------------------ | ------------------------------------------------------ | ------------------------------------------------------ | ------------------------------------------------------ | ------------------------------------------------------ | ------------------------------------------------------ | ------------------------------------------------------ | ------------------------------------------------------ |
| 1     | Ouverture / Fermeture 1er septembre 2020 / — | Longueur —                                             | Durée 35 min                                           | Nb. d’arrêts 30                                        | Matériel Standards                                     | Jours de fonctionnement L, Ma, Me, J, V, S             | Jour / Soir / Nuit / Fêtes O / O / N / N               | Voy. / an —                                            | Exploitant Transdev Fougères                           |
| 1     | Desserte : - Ville et lieux desservis : Fougères (Collège Mahatma Gandhi, Centre hospitalier, Médiathèque, Collège Sainte-Marie, Lycée Jean Guéhenno, École La Chattière, Collège Thérèse Pierre), Javené (Bioagropolis). - Gares desservies : Aucune. |                                                        |                                                        |                                                        |                                                        |                                                        |                                                        |                                                        |                                                        |
| 1     | Autre : |                                                        |                                                        |                                                        |                                                        |                                                        |                                                        |                                                        |                                                        |
| 1     | Dernière actualisation : — |                                                        |                                                        |                                                        |                                                        |                                                        |                                                        |                                                        |                                                        |
| 2     | Saint-Lô / Verrerie ⥋ Lécousse Pilais | Saint-Lô / Verrerie ⥋ Lécousse Pilais                  | Saint-Lô / Verrerie ⥋ Lécousse Pilais                  | Saint-Lô / Verrerie ⥋ Lécousse Pilais                  | Saint-Lô / Verrerie ⥋ Lécousse Pilais                  | Saint-Lô / Verrerie ⥋ Lécousse Pilais                  | Saint-Lô / Verrerie ⥋ Lécousse Pilais                  | Saint-Lô / Verrerie ⥋ Lécousse Pilais                  | Saint-Lô / Verrerie ⥋ Lécousse Pilais                  |
| 2     | Ouverture / Fermeture 1er septembre 2020 / — | Longueur —                                             | Durée 24 min                                           | Nb. d’arrêts 22                                        | Matériel Standards Midibus                             | Jours de fonctionnement L, Ma, Me, J, V, S             | Jour / Soir / Nuit / Fêtes O / O / N / N               | Voy. / an —                                            | Exploitant Transdev Fougères                           |
| 2     | Desserte : - Ville et lieux desservis : Fougères, Lécousse. - Gares desservies : Aucune. |                                                        |                                                        |                                                        |                                                        |                                                        |                                                        |                                                        |                                                        |
| 2     | Autre : |                                                        |                                                        |                                                        |                                                        |                                                        |                                                        |                                                        |                                                        |
| 2     | Dernière actualisation : — |                                                        |                                                        |                                                        |                                                        |                                                        |                                                        |                                                        |                                                        |
| 3     | Lécousse Bellevue ⥋ Sermandière | Lécousse Bellevue ⥋ Sermandière                        | Lécousse Bellevue ⥋ Sermandière                        | Lécousse Bellevue ⥋ Sermandière                        | Lécousse Bellevue ⥋ Sermandière                        | Lécousse Bellevue ⥋ Sermandière                        | Lécousse Bellevue ⥋ Sermandière                        | Lécousse Bellevue ⥋ Sermandière                        | Lécousse Bellevue ⥋ Sermandière                        |
| 3     | Ouverture / Fermeture 1er septembre 2020 / — | Longueur —                                             | Durée 30 min                                           | Nb. d’arrêts 28                                        | Matériel Standards                                     | Jours de fonctionnement L, Ma, Me, J, V, S             | Jour / Soir / Nuit / Fêtes O / O / N / N               | Voy. / an —                                            | Exploitant Transdev Fougères                           |
| 3     | Desserte : - Ville et lieux desservis : Lécousse, Fougères. - Gares desservies : Aucune. |                                                        |                                                        |                                                        |                                                        |                                                        |                                                        |                                                        |                                                        |
| 3     | Autre : |                                                        |                                                        |                                                        |                                                        |                                                        |                                                        |                                                        |                                                        |
| 3     | Dernière actualisation : — |                                                        |                                                        |                                                        |                                                        |                                                        |                                                        |                                                        |                                                        |
| 4     | Laignelet Mairie ⥋ Aumaillerie | Laignelet Mairie ⥋ Aumaillerie                         | Laignelet Mairie ⥋ Aumaillerie                         | Laignelet Mairie ⥋ Aumaillerie                         | Laignelet Mairie ⥋ Aumaillerie                         | Laignelet Mairie ⥋ Aumaillerie                         | Laignelet Mairie ⥋ Aumaillerie                         | Laignelet Mairie ⥋ Aumaillerie                         | Laignelet Mairie ⥋ Aumaillerie                         |
| 4     | Ouverture / Fermeture 1er septembre 2020 / — | Longueur —                                             | Durée 30 min                                           | Nb. d’arrêts 22                                        | Matériel Standards                                     | Jours de fonctionnement L, Ma, Me, J, V, S             | Jour / Soir / Nuit / Fêtes O / O / N / N               | Voy. / an —                                            | Exploitant Transdev Fougères                           |
| 4     | Desserte : - Ville et lieux desservis : Laignelet, Fougères, Javené, La Selle-en-Luitré. - Gares desservies : Aucune. |                                                        |                                                        |                                                        |                                                        |                                                        |                                                        |                                                        |                                                        |
| 4     | Autre : |                                                        |                                                        |                                                        |                                                        |                                                        |                                                        |                                                        |                                                        |
| 4     | Dernière actualisation : — |                                                        |                                                        |                                                        |                                                        |                                                        |                                                        |                                                        |                                                        |
| 5     | L'Aquatis ⥋ Branly / Beaucé Centre | L'Aquatis ⥋ Branly / Beaucé Centre                     | L'Aquatis ⥋ Branly / Beaucé Centre                     | L'Aquatis ⥋ Branly / Beaucé Centre                     | L'Aquatis ⥋ Branly / Beaucé Centre                     | L'Aquatis ⥋ Branly / Beaucé Centre                     | L'Aquatis ⥋ Branly / Beaucé Centre                     | L'Aquatis ⥋ Branly / Beaucé Centre                     | L'Aquatis ⥋ Branly / Beaucé Centre                     |
| 5     | Ouverture / Fermeture 1er septembre 2020 / — | Longueur —                                             | Durée 25 min                                           | Nb. d’arrêts 23                                        | Matériel Standards                                     | Jours de fonctionnement L, Ma, Me, J, V, S             | Jour / Soir / Nuit / Fêtes O / O / N / N               | Voy. / an —                                            | Exploitant Transdev Fougères                           |
| 5     | Desserte : - Ville et lieux desservis : Fougères, Beaucé. - Gares desservies : Aucune. |                                                        |                                                        |                                                        |                                                        |                                                        |                                                        |                                                        |                                                        |
| 5     | Autre : |                                                        |                                                        |                                                        |                                                        |                                                        |                                                        |                                                        |                                                        |
| 5     | Dernière actualisation : — |                                                        |                                                        |                                                        |                                                        |                                                        |                                                        |                                                        |                                                        |
| 6     | Basse Bayette/Lariboisière ⥋ CMA (Faculté des Métiers) | Basse Bayette/Lariboisière ⥋ CMA (Faculté des Métiers) | Basse Bayette/Lariboisière ⥋ CMA (Faculté des Métiers) | Basse Bayette/Lariboisière ⥋ CMA (Faculté des Métiers) | Basse Bayette/Lariboisière ⥋ CMA (Faculté des Métiers) | Basse Bayette/Lariboisière ⥋ CMA (Faculté des Métiers) | Basse Bayette/Lariboisière ⥋ CMA (Faculté des Métiers) | Basse Bayette/Lariboisière ⥋ CMA (Faculté des Métiers) | Basse Bayette/Lariboisière ⥋ CMA (Faculté des Métiers) |
| 6     | Ouverture / Fermeture 1er septembre 2020 / — | Longueur —                                             | Durée 20 min                                           | Nb. d’arrêts 22                                        | Matériel Midibus Minibus                               | Jours de fonctionnement L, Ma, Me, J, V, S             | Jour / Soir / Nuit / Fêtes O / O / N / N               | Voy. / an —                                            | Exploitant Transdev Fougères                           |
| 6     | Desserte : - Ville et lieux desservis : Lécousse, Fougères. - Gares desservies : Aucune. |                                                        |                                                        |                                                        |                                                        |                                                        |                                                        |                                                        |                                                        |
| 6     | Autre : |                                                        |                                                        |                                                        |                                                        |                                                        |                                                        |                                                        |                                                        |
| 6     | Dernière actualisation : — |                                                        |                                                        |                                                        |                                                        |                                                        |                                                        |                                                        |                                                        |

### Lignes spéciales
Ces lignes ne circulent, que la semaine, seulement en période scolaire et agissent en tant que renfort aux lignes régulières
| Ligne | Caractéristiques                                                                                          | Caractéristiques                                                                                | Caractéristiques                                                                                | Caractéristiques                                                                                | Caractéristiques                                                                                | Caractéristiques                                                                                | Caractéristiques                                                                                | Caractéristiques                                                                                | Caractéristiques                                                                                |
| RSJ   | Renfort Spécial Javené                                                                                    | Renfort Spécial Javené                                                                          | Renfort Spécial Javené                                                                          | Renfort Spécial Javené                                                                          | Renfort Spécial Javené                                                                          | Renfort Spécial Javené                                                                          | Renfort Spécial Javené                                                                          | Renfort Spécial Javené                                                                          | Renfort Spécial Javené                                                                          |
| RSJ   | Javené Artisans le matin / Chesnadière le soir ⥋ Place Carnot le matin / Javené Artisan le soir           | Javené Artisans le matin / Chesnadière le soir ⥋ Place Carnot le matin / Javené Artisan le soir | Javené Artisans le matin / Chesnadière le soir ⥋ Place Carnot le matin / Javené Artisan le soir | Javené Artisans le matin / Chesnadière le soir ⥋ Place Carnot le matin / Javené Artisan le soir | Javené Artisans le matin / Chesnadière le soir ⥋ Place Carnot le matin / Javené Artisan le soir | Javené Artisans le matin / Chesnadière le soir ⥋ Place Carnot le matin / Javené Artisan le soir | Javené Artisans le matin / Chesnadière le soir ⥋ Place Carnot le matin / Javené Artisan le soir | Javené Artisans le matin / Chesnadière le soir ⥋ Place Carnot le matin / Javené Artisan le soir | Javené Artisans le matin / Chesnadière le soir ⥋ Place Carnot le matin / Javené Artisan le soir |
| ----- | --- | ----------------------------------------------------------------------------------------------- | ----------------------------------------------------------------------------------------------- | ----------------------------------------------------------------------------------------------- | ----------------------------------------------------------------------------------------------- | ----------------------------------------------------------------------------------------------- | ----------------------------------------------------------------------------------------------- | ----------------------------------------------------------------------------------------------- | ----------------------------------------------------------------------------------------------- |
| RSJ   | Ouverture / Fermeture 1er septembre 2020 / —                                                              | Longueur —                                                                                      | Durée 20 / 15 min                                                                               | Nb. d’arrêts 14/12                                                                              | Matériel Standards                                                                              | Jours de fonctionnement L, Ma, Me, J, V                                                         | Jour / Soir / Nuit / Fêtes O / N / N / N                                                        | Voy. / an —                                                                                     | Exploitant Transdev Fougères                                                                    |
| RSJ   | Desserte : - Ville et lieux desservis : Javené, Fougères. - Gares desservies : Aucune.                    |                                                                                                 |                                                                                                 |                                                                                                 |                                                                                                 |                                                                                                 |                                                                                                 |                                                                                                 |                                                                                                 |
| RSJ   | Autre : Itinéraire différent le soir                                                                      |                                                                                                 |                                                                                                 |                                                                                                 |                                                                                                 |                                                                                                 |                                                                                                 |                                                                                                 |                                                                                                 |
| RSJ   | Dernière actualisation : —                                                                                |                                                                                                 |                                                                                                 |                                                                                                 |                                                                                                 |                                                                                                 |                                                                                                 |                                                                                                 |                                                                                                 |
| RSL   | Renfort Spécial Lécousse                                                                                  | Renfort Spécial Lécousse                                                                        | Renfort Spécial Lécousse                                                                        | Renfort Spécial Lécousse                                                                        | Renfort Spécial Lécousse                                                                        | Renfort Spécial Lécousse                                                                        | Renfort Spécial Lécousse                                                                        | Renfort Spécial Lécousse                                                                        | Renfort Spécial Lécousse                                                                        |
| RSL   | Lécousse Espace 13 le matin / Thérèse Pierrele soir ⥋ Thérèse Pierre le matin / Lécousse Bellevue le soir |                                                                                                 |                                                                                                 |                                                                                                 |                                                                                                 |                                                                                                 |                                                                                                 |                                                                                                 |                                                                                                 |
| RSL   | Ouverture / Fermeture 1er septembre 2020 / —                                                              | Longueur —                                                                                      | Durée 40 / 30 min                                                                               | Nb. d’arrêts 25/24                                                                              | Matériel Standards                                                                              | Jours de fonctionnement L, Ma, Me, J, V                                                         | Jour / Soir / Nuit / Fêtes O / N / N / N                                                        | Voy. / an —                                                                                     | Exploitant Transdev Fougères                                                                    |
| RSL   | Desserte : - Ville et lieux desservis : Lécousse, Fougères. - Gares desservies : Aucune.                  |                                                                                                 |                                                                                                 |                                                                                                 |                                                                                                 |                                                                                                 |                                                                                                 |                                                                                                 |                                                                                                 |
| RSL   | Autre : Itinéraire différent le soir                                                                      |                                                                                                 |                                                                                                 |                                                                                                 |                                                                                                 |                                                                                                 |                                                                                                 |                                                                                                 |                                                                                                 |
| RSL   | Dernière actualisation : —                                                                                |                                                                                                 |                                                                                                 |                                                                                                 |                                                                                                 |                                                                                                 |                                                                                                 |                                                                                                 |                                                                                                 |

Les 3 premières lignes roulent à une cadence d'un bus par 30 minutes tandis que les lignes 4 et 5 passent toutes les heures.
Le lieu de correspondance est la place Carnot.

### Transports du réseaux
Pour les correspondances TER, un car de la SNCF transporte les voyageurs jusqu'à la gare de Laval. Il est supprimé le 31 août 2018 en raison de la trop faible fréquentation et un usage quasi exclusivement destiné à la correspondance vers les trains à destination de Paris Montparnasse.
Fougères est également desservie par le réseau interurbain BreizhGo.
La ligne 9a va de Rennes à Fougères via Gosné, Mézières-sur-Couesnon, Saint-Aubin-du-Cormier, Saint-Jean-sur-Couesnon, Saint-Marc-sur-Couesnon, La Chapelle Saint-Aubert, Romagné.
La ligne 13 relie Fougères à Vitré via Dompierre-du-Chemin, Châtillon-en-Vendelais et Balazé.
La ligne 17b relie Fougères à Pontorson via Saint-Germain-en-Coglès et Saint-Étienne-en-Coglès, Maen Roch, Tremblay, Antrain, Saint-Ouen-la-Rouërie.
La ligne 18 va de Fougères à Louvigné-du-Désert et Saint-Georges-de-Reintembault en passant par Mellé et Landéan.

## Parc de véhicules
En septembre 2024, le parc d'autobus du réseau SURF est composé de 22 véhicules dont 15 bus standards, 4 midibus et 3 minibus. Au sein de cette flotte, les autres véhicules sont équipés de hybride Diesel-électrique et les autres véhicules sont équipés de moteurs Diesel.

### Bus standards
| Constructeur  | Modèle           | Nombre | Numéros de parc | Période de mise en service         | Affectation | Observation |
| ------------- | ---------------- | ------ | --------------- | ---------------------------------- | ----------- | ----------- |
| Heuliez Bus   | GX 317           | 1      | + 1 inconnu     | Mars 2005                          |             | –           |
| Irisbus       | Agora S          | 2      | 72937-72938     | Janvier 2003                       |             | –           |
| Irisbus       | Citelis 12       | 3      | 94296-94298     | Janvier 2007                       |             | –           |
| MAN           | Lion's City      | 5      | D11005-D11009   | Février 2011                       |             | –           |
| Mercedes-Benz | Citaro C2 Hybrid | 4      | D11013-D11016   | Entre octobre 2021 et janvier 2023 |             | –           |

### Midibus
| Constructeur | Modèle        | Nombre | Numéros de parc | Période de mise en service | Affectation | Observation |
| ------------ | ------------- | ------ | --------------- | -------------------------- | ----------- | ----------- |
| MAN          | Lion's City M | 4      | D11001-D11004   | Février 2011               |             | –           |

### Minibus
| Constructeur  | Modèle  | Nombre | Numéros de parc | Période de mise en service | Affectation | Observation |
| ------------- | ------- | ------ | --------------- | -------------------------- | ----------- | ----------- |
| Mercedes-Benz | City 45 | 3      | D11010-D11012   | Août 2020                  |             | –           |

### Dépôts
- Le dépôt de Transdev CAT 35 Fougères est situé dans la principauté, au 11 Rue Alfred Sauvy, 35133 La Selle-en-Luitré